# Edward Duyker

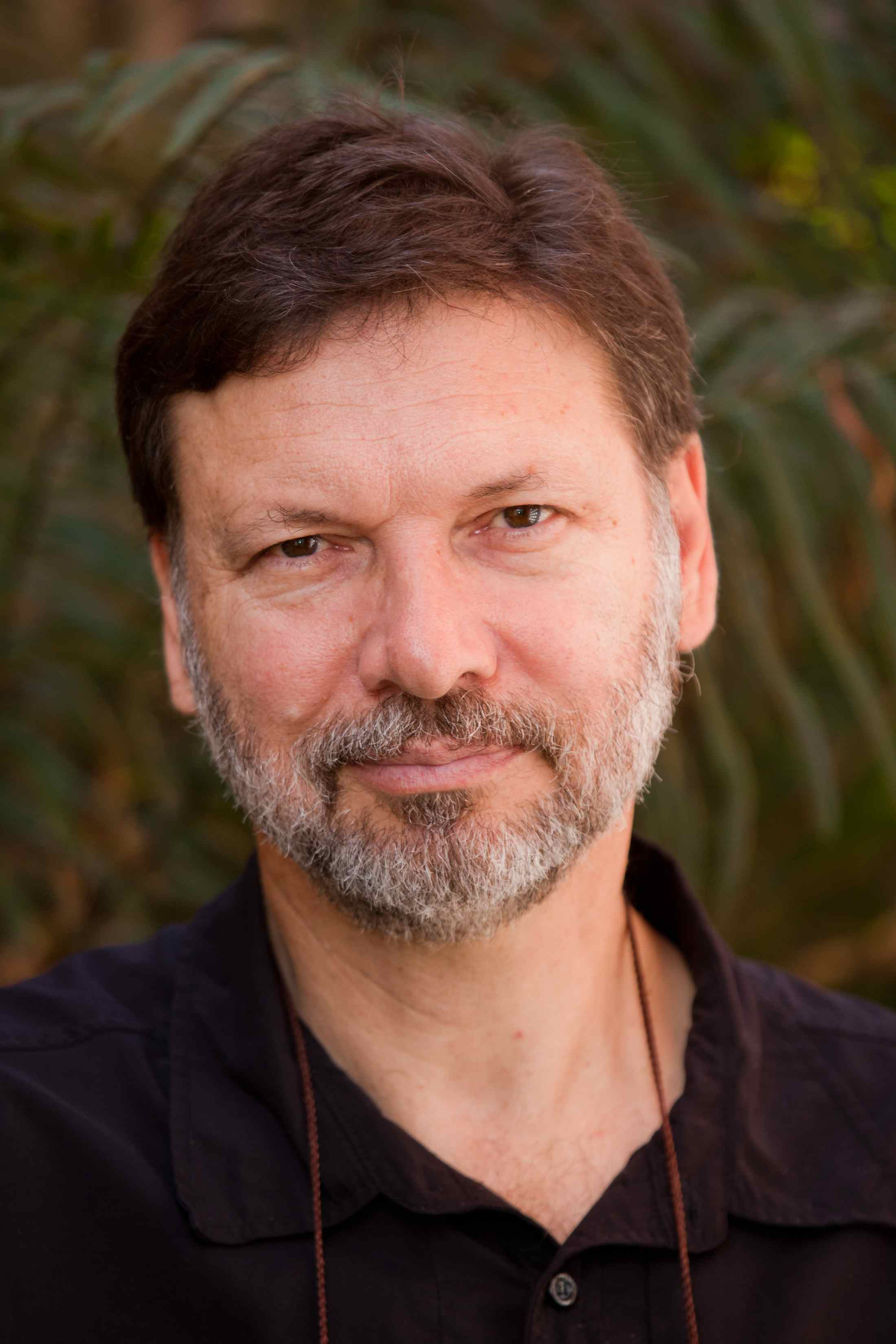
Edward Duyker (2014)

Edward Duyker OAM (* 21. März 1955 in Melbourne) ist ein australischer Schriftsteller und Historiker, der die Rolle der französischen und niederländischen Seefahrer während der Entdeckung Australiens thematisiert.

## Leben
Edward Duyker ist der Sohn des Niederländers Herman Duyker und der Mauritierin Marie-Thérèse Maryse Commins, deren Vorfahren aus Cornwall stammen. Im Jahre 1849 wanderten einige von ihnen nach Adelaide, Südaustralien, aus. Er ist auch mit dem australischen Landschaftsmaler, Lloyd Rees, verwandt.
Duyker studierte Geschichte und Englische Literatur an der La Trobe Universität und an der Universität Melbourne, wo er 1981 promovierte. Von 1981 bis 1983 war er Nachrichtenoffizier (Joint Intelligence Organisation) in Canberra. Edward Duyker ist Dozent an der Universität von Sydney und war Honorarprofessor an der Australian Catholic University (2009–2018). Zwischen 1996 und 2002 war er Honorarkonsul der Republik Mauritius in New South Wales.
Edward Duykers verfasste die Werke Tribal Guerrillas (1987), The Dutch in Australia (1987) und Of the Star and the Key: Mauritius, Mauritians and Australia (1988) sowie zahlreiche Bücher, die sich mit früheren Entdeckungsreisen Australiens befassen. Die meisten seiner Lehrwerke versuchen den Anglozentrismus der australischen Geschichte zu revidieren. Seine Bücher enthüllen vieles über die Reisen der französischen Marine sowohl im Indischen als auch im Pazifischen Ozean im 18. und Anfang des 19. Jahrhunderts. Unter seinen Büchern sind Biografien von Daniel Solander, Jacques Julien Houtou de Labillardière, François Péron und Jules Dumont d’Urville.
Ein Kapitel in seiner Biografie von François Péron widmete Duyker der französischen Belagerung von Landau, Pfalz, im Jahre 1793, der französischen Besatzung von Städten wie Dudenhofen und Hochspeyer und François Pérons Kriegsgefangenschaft in Magdeburg 1794/95.

## Auszeichnungen
- 2000, Ritter, Ordre des Palmes Académiques Frankreich.
- 2003, Centenary Medal Australien
- 2004, Medal of the Order of Australia.
- 2007, „Fellow“, Australian Academy of the Humanities